# Accent Jobs-Willems Veranda’s/Saison 2012
Dieser Artikel listet Erfolge und Fahrer des Radsportteams Accent Jobs-Willems Veranda's in der Saison 2012 auf.

## Erfolge in der UCI Europe Tour
In der Saison 2012 wurden folgende Erfolge in der UCI Europe Tour erzielt.
| Datum        | Rennen                   | Kat. | Sieger           |
| ------------ | ------------------------ | ---- | ---------------- |
| 2. September | Grote Prijs Jef Scherens | 1.1  | Steven Caethoven |

## Abgänge – Zugänge
| Zugänge                       | Team 2011                   | Abgänge                        | Team 2012                      |
| ----------------------------- | --------------------------- | ------------------------------ | ------------------------------ |
| Leif Hoste                    | Katusha Team                | Sven Van Den Houtte            | Colba-Superano Ham             |
| Andy Cappelle                 | Quick Step                  | Thomas Vernaeckt               | Geofco-Ville d'Alger           |
| Oleh Tschuschda               | Caja Rural                  | Jacobus Venter                 | Differdange-Magic-SportFood.de |
| Kevyn Ista                    | Cofidis, le Crédit en Ligne | Bram Schmitz                   | Karriereende                   |
| Jérôme Gilbert (ab 12. April) | Geofco-Ville d'Alger        | Dieter Cappelle                | Unbekannt                      |
|                               |                             | David Kemp                     | Unbekannt                      |
|                               |                             | Oleh Tschuschda (bis 11. Juni) | Mutua Levante-Cafemax          |

## Mannschaft
| Name                | Geburtstag        | Nationalität |              |
| ------------------- | ----------------- | ------------ | ------------ |
| Steven Caethoven    | 9. Mai 1981       | Belgien      |              |
| Andy Cappelle       | 30. April 1979    | Belgien      |              |
| Wim De Vocht        | 29. April 1982    | Belgien      |              |
| Sjef De Wilde       | 3. Mai 1981       | Belgien      |              |
| Thomas Degand       | 13. Mai 1986      | Belgien      |              |
| Stefan van Dijk     | 22. Januar 1976   | Niederlande  |              |
| Jempy Drucker       | 3. September 1986 | Luxemburg    |              |
| Jérôme Gilbert      | 22. Januar 1984   | Belgien      |              |
| Rob Goris †         | 15. März 1982     | Belgien      |              |
| Arnoud van Groen    | 11. Dezember 1983 | Niederlande  |              |
| Grégory Habeaux     | 20. Oktober 1982  | Belgien      |              |
| Leif Hoste          | 17. Juli 1977     | Belgien      |              |
| Kevyn Ista          | 25. November 1984 | Belgien      |              |
| Staf Scheirlinckx   | 12. März 1979     | Belgien      |              |
| Jurgen Van Goolen   | 28. November 1980 | Belgien      |              |
| Kévin Van Melsen    | 1. April 1987     | Belgien      |              |
| James Vanlandschoot | 26. August 1978   | Belgien      |              |
| Evert Verbist       | 27. Juni 1984     | Belgien      |              |
| Stagiaires          | Stagiaires        | Nationalität | Nationalität |
| Tim De Troyer       | Tim De Troyer     | Belgien      |              |
| Timothy Stevens     | Timothy Stevens   | Belgien      |              |
| Benjamin Verraes    | Benjamin Verraes  | Belgien      |              |

- Anmerkung: Rob Goris starb am 5. Juli 2012